# 三菱・パジェロスポーツエボリューション
パジェロスポーツエボリューション（Pajero Sport Evolution）は、三菱自動車工業がかつて製造していたラリーカーである。2009年のダカール・ラリーに参戦し優勝することを目標に作製されており、ミツビシ・モータース・タイランドとラリーアート・タイランドの共同開発によって生まれた。

## 概要
本車は三菱自動車のピックアップトラック、トライトンをベースにしたラリーカー「レーシングトライトンエボリューション」の後釜として開発された。ベースとなったモデルは2代目パジェロスポーツ(チャレンジャー)でフロントこそベース車を踏襲したものの、リアを流線形にすることで高速走行に適したフォルムとなっている。なお、この手法は同時期に開発されたレーシングランサー（パジェロエボリューションの後継車）にも同じことが言える。

## 歴史
2008年12月20日
ダカールラリー2009の参戦マシン「パジェロスポーツエボリューション」を公開。このマシンはミツビシ・モータース・タイランドとラリーアート・タイランドが共同開発したラリーマシンである。ドライバーはマナ・ポーンシリチャン/ティエリー・ラカンブル組。
2009年1月3日 - 1月18日
ダカールラリー2009に本車をベースに開発されたラリーマシン「パジェロスポーツエボリューション」が参戦。総合73位、257時間23分51秒（ペナルティ200時間14分）で完走。なお、当時三菱自動車工業が開発した新型競技車、レーシングランサーのホアン・ナニ・ロマ/ルーカス・センラ・クルス組は、17時間27分46秒で総合10位であった。